# Blato (gmina Trebnje)
Blato – wieś w Słowenii, w gminie Trebnje. W 2018 roku liczyła 89 mieszkańców.